# Поморська кухня

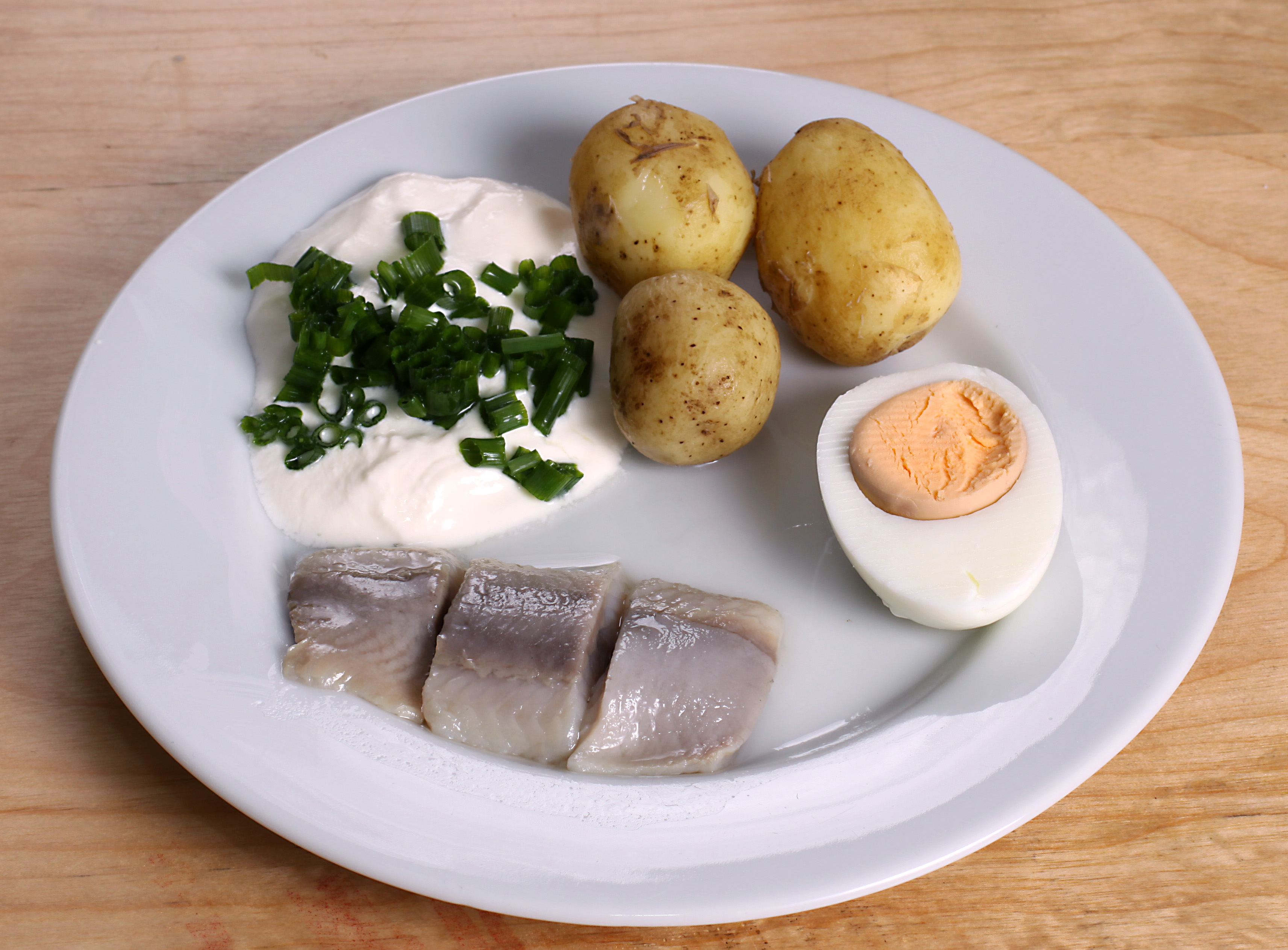
Поморська кухня з оселедцями а-ля Бісмарк

Поморська кухня — регіональна кухня територій, що входять до складу провінції Померанія, яка є сумішшю кухонь людей, що розмовляють німецькою, поморською із впливом шведської, данської та інших кухонь.
Ця кухня виникла у приморській частині на місці колишніх поселень моряків і рибалок слов'ян, полабів, кашубів, німців і шведів, на півдні, в районі Південнобалтійського поозер'я, це кухня поморських селян, де основу становили сільськогосподарські культури: турнепс, цукрові буряки, картопля та птицю. У кулінарно-гастрономічному аспекті це пов'язано з літньою функцією багатьох поселень, які прийматимуть багатьох відпочивальників з початку ХІХ століття.
У давні часи в Померанії їли те, що було вирощено, зібрано з полів і лісів, виловлене в озерах, річках і в морі. У звіті XII століття, включеному в Життя св. Отто ченця Герборда, історик згадує про поморян, що «…їхній стіл ніколи не буває порожнім, ніколи без накривання. Стіл завжди повний усього, що потрібно для пиття та їжі».
Повсякденна кухня включала переважно морську або прісноводну рибу, яку готували простим способом. У відкритому морі ловили тріску. З причалів ловили ляща, плотву, окуня, камбалу, оселедця, теплими вечорами — вугра. Серед популярних страв приморських поселень XIX століття були копчені вугрі, лосось, мариновані оселедці та навіть яйця мартинів. Але найпопулярнішою стравою була камбала, зварена в одній каструлі з картоплею. Крім камбали, у великій кількості споживали й солоний оселедець. У сучасному Дунінові біля Устки розташований найбільший у Європі завод із переробки лосося.

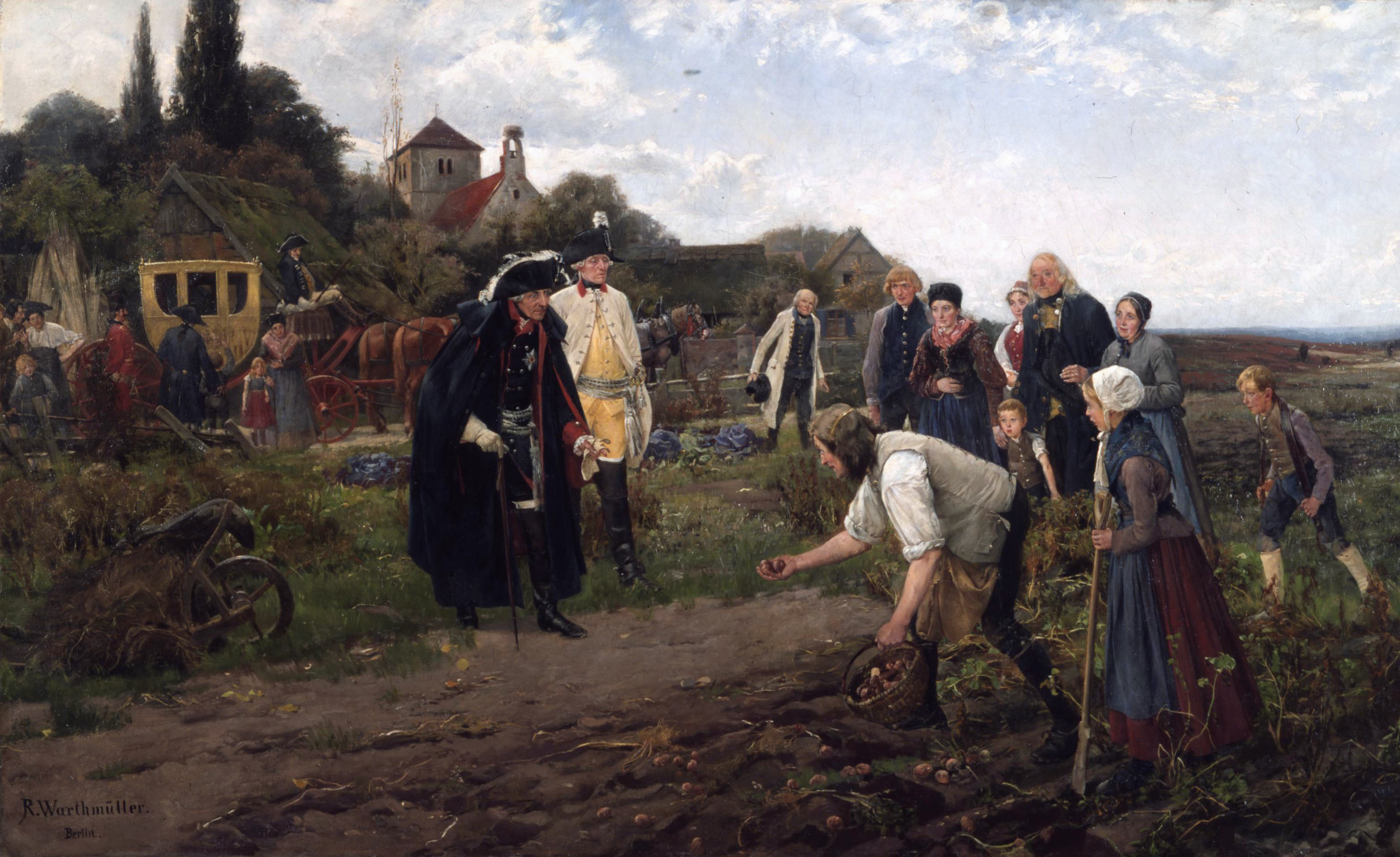
Король Фрідріх II оглядає картопляне поле, картина Роберта Вартмюллера; глибоко всередині церкви у Даргомишлі

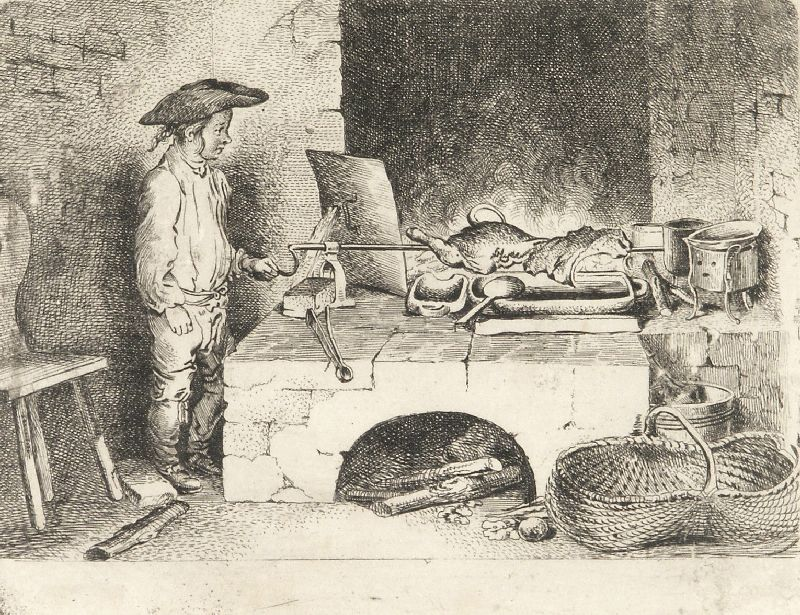
Даніель Ходовецький — Хлопчик на рожні

Йоахім фон Кюренберг так описує придворну та бюргерську кухню при дворі канцлера Пруссії у Варцині;.
|  | Йоахім фон Кюренберг — Стіл нагадував викладку продуктів на сільськогосподарському ярмарку. На столі сири великі, як колеса від возу, холодні котлети, гриби та яйця мартинів. Крім того, сосиски, ліверні ковбаси з Дарлова, копчена риба зі Слупська, масло у великих брусках і великі шматки копчених гусей. |

Специфіку цієї кухні визначала не лише картопля, а й морська та прісноводна риба, популярна на місцевих кіосках, а також давня традиція рибальства, лову риби для власних потреб у не обов'язково своїх водоймах. Після забою свиней з'явилося більше м'яса, з якого виготовляли сирокопчені шинки, копчену ліверну ковбасу і серволатку, що нагадує нинішню яловичу ковбасу. До фірмових страв належали також пугески, які їли разом із шинкою лише в неділю. Обід у Померанії розпочинався о 12 і зазвичай складався з однієї страви — супу, наприклад, горохового супу, кислої квасолі (квасолевої кисло-солодкий суп), крупнику, картопляного супу, бурякового, залежно від достатку господині, також із м'ясом. У п'ятницю обід був пісним: супи, гриби, риба, картопля, на друге — макарони, оселедці, млинці з мармеладом, картопля з яєчнею. У Кашубії досі їдять суп із мідіями, дуже популярні супи з żłttech wreki, тобто ріпи, zócerke z obóna, brzodową та чорніне.
До Першої світової війни копчені шпроти зі Слупська також стали відомими у Франції. На узбережжі Балтійського моря популярні балтійські оселедці гарячого копчення — польський піклінг (Bydlinek), шведський беклінг і німецький бюклінг. Оселедці під назвою bornholmer sild родом із Борнгольма.
На польському боці Помор'я атмосферу рибальських сіл відображено в музейній експозиції музею просто неба у Клюках, де достовірно відтворено присадибні ділянки, присадибні хлібні печі та вольєр для випасу худоби. Відродженню минулого слугують заходи, що популяризують традиційну регіональну кухню. У загонах просто неба, як і раніше, пасуться вівці, кози та гуси, що розкриває автентичність господарств родини слов'ян, яка жила тут до 1950 року. З німецького боку, у Трібзес, Регіональний музей з експозицією історії вирощування картоплі в Померанії.
Зараз у селах Помор'я можна придбати натуральні продукти, а в шинках — кислий суп і традиційні лікери. Є також пироги, які разом із поляками, виселеними з Кресів і Південної Польщі, разом із лемками досягли історичних земель слов'ян і кашубів. Під впливом прикордонної кухні страви з гречки та вареники з кислим молоком потрапили до сучасної регіональної кухні.
Сучасні заклади громадського харчування все частіше пропонують страви поморської регіональної кухні. Путівники з купання початку XX століття перераховують Колобжег, Устку та Сопот як типові для цієї кухні. Після багатьох років гусяче м'ясо з невеликих племінних стад також повертається на столи поморських шпіців. Сервірування на св. Мартина у вигляді гусячого сала, ріпи, копчених напівгусей, запечених з яблуками та черніни з качки та гуски.

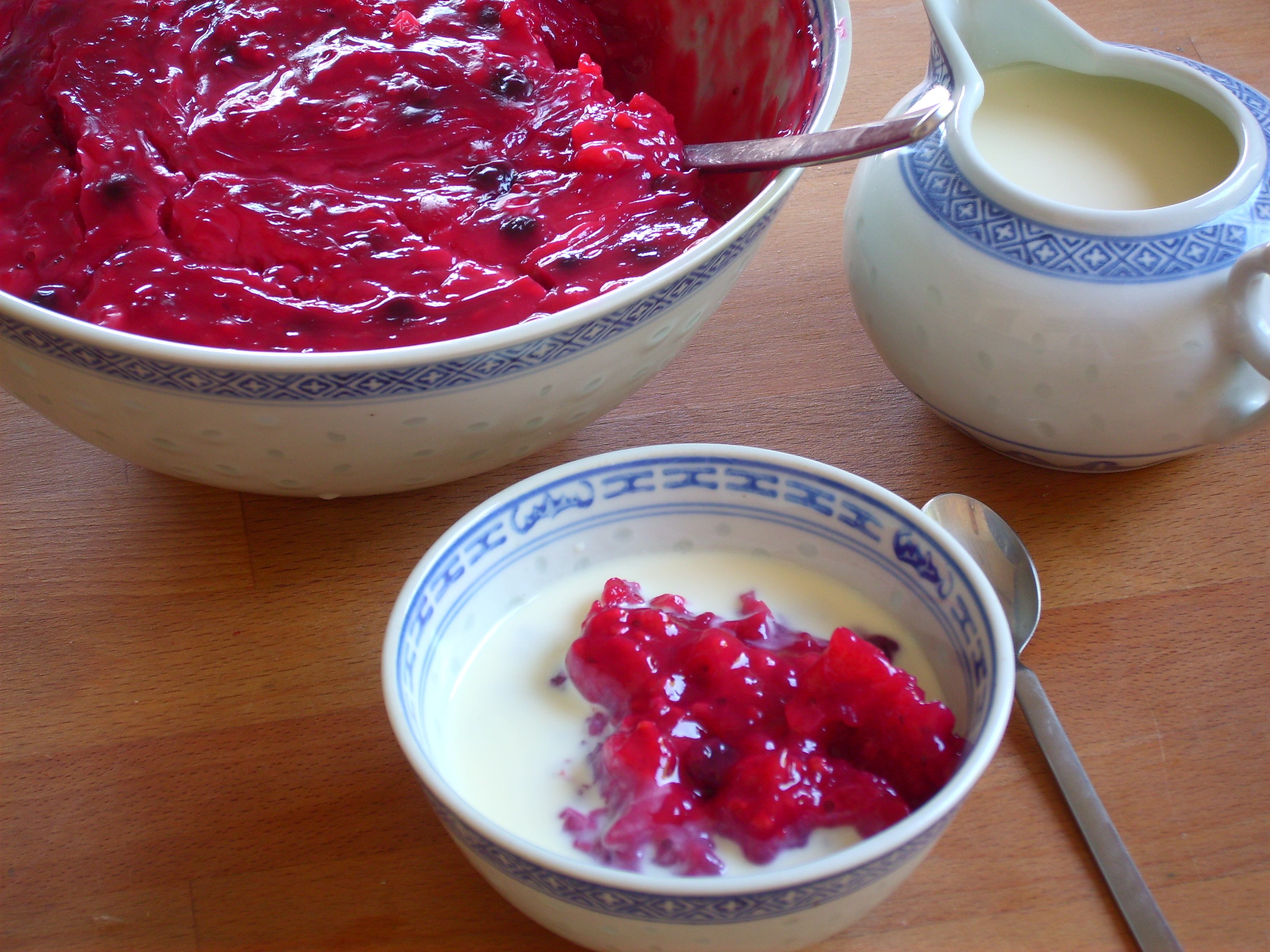
Rote Grütze (Червона каша) — солодкий десерт на основі картопляного борошна, черешні, вишні або полуниці

## Традиційна поморська кухня
- Шведська ковбаса,
- Напівгуска,
- Маринований оселедець Бісмарк,
- Rote Grütze (червона каша)
- Бруквянка — суп із жовтої ріпи з копченою гусятиною,
- Рацухи (руханце)
- Klitundplumen — сливовий суп з галушками,
- Кисло-солодкий квасолевий суп,
- Крупник,
- картопляний суп,
- Черніна,
- Пивний суп.[6]